# Rotterdam Open 2022
Rotterdam Open 2022 sau ABN AMRO World Tennis Tournament 2022 este un turneu profesionist de tenis organizat în cadrul circuitului masculin ATP Tour, care are loc în perioada 7–13 februarie, la arena Rotterdam Ahoy pe terenuri acoperite cu  suprafață dură.
Turneul cu un buget de 1.349.070 de euro este a 49-a ediție a Rotterdam Open, parte a categoriei ATP Tour 500 din sezonul  ATP Tour 2022.

## Campioni

### Simplu
Pentru mai multe informații consultați Rotterdam Open 2022 – Simplu

### Dublu
Pentru mai multe informații consultați Rotterdam Open 2022 – Dublu

## Puncte și premii în bani

### Puncte
| Probă  | C   | F   | SF  | QF | R16 | R32 | Q   | Q2  | Q1  |
| Simplu | 500 | 300 | 180 | 90 | 45  | 0   | 20  | 10  | 0   |
| Dublu  | 500 | 300 | 180 | 90 | 0   | N/A | N/A | N/A | N/A |

### Premii în bani
| Probă  | C       | F       | SF      | QF      | R16     | R32     | Q2     | Q1     |
| Simplu | €89,265 | €66,000 | €47,000 | €32,000 | €20,000 | €11,500 | €5,300 | €2,800 |
| Dublu* | €29,100 | €22,500 | €16,500 | €11,250 | €7,700  | N/A     | N/A    | N/A    |

*per echipă